# Quelle femme !
Pour plus de détails, voir Fiche technique et Distribution.
Quelle femme ! (titre original : Which Woman?) est un film américain de Tod Browning et Harry A. Pollard, sorti en 1918.

## Synopsis
Doris Standish, qui est contrainte à un mariage forcé avec un millionnaire âgé, suit le conseil d'une servante et saute dans une automobile conduite par Jimmy Nevin. Après un accident de voiture qui détruit la voiture, Doris et Jimmy se réfugient dans une grange pour échapper à une tempête. Plus tard, le majordome et la femme de chambre de Doris arrivent avec les cadeaux de mariage volés. Doris transpose les sacs et se rend dans une maison de chambres avec Jimmy mais des escrocs la suivent. Doris s'échappe mais avant qu'elle ait pu prévenir son oncle et le millionnaire, ils sont piégés par les malfaiteurs. Doris retourne à la maison de chambres et est suivie par la police. Les escrocs sont arrêtés et Jimmy demande la main de Doris à son oncle et le millionnaire donne sa bénédiction.

## Fiche technique
- Titre original : Which Woman?
- Titre français : Quelle femme !
- Réalisation : Tod Browning et Harry A. Pollard
- Scénario : Anthony Coldeway et Evelyn Campbell
- Photographie : John W. Brown
- Société de production : Universal Film Manufacturing Company
- Pays de production :  États-Unis
- Langue : film muet avec les intertitres en anglais
- Métrage : 1 500 m
- Format : Noir et blanc — 35 mm — 1,33:1 — Muet
- Genre : Film dramatique
- Durée : 50 minutes
- Date de sortie : 
  - États-Unis : 10 juin 1918

## Distribution
- Ella Hall : Doris Standish
- Priscilla Dean : Mary Butler
- A. Edward Sutherland : Jimmy Nevin